# لارا فان روایلون
لارا فان روایلون (انگلیسی: Lara van Ruijven; ۲۸ دسامبر ۱۹۹۲ – ۱۰ ژوئیهٔ ۲۰۲۰) اسکیت‌باز سرعت، و اسکیت‌باز سرعت، اهل پادشاهی هلند بود.